# انتوني رالستون
انتوني رالستون (بالإنجليزية: Tony Ralston)‏ (16 نوفمبر 1998 بغلاسكو في المملكة المتحدة - ) هو لاعب كرة قدم بريطاني في مركز الدفاع. لعب مع نادي سلتيك ونادي كوينز بارك.

## روابط خارجية
- انتوني رالستون على موقع الاتحاد الأوربي (الإنجليزية)
- انتوني رالستون على موقع الاتحاد الإسكتلندي (الإنجليزية)
- انتوني رالستون على موقع قاعدة بيانات كرة القدم.إي يو (الإنجليزية)
- انتوني رالستون على موقع ناشيونال فوتبول تيمز (الإنجليزية)
- انتوني رالستون على موقع Soccerbase.com (لاعب) (الإنجليزية)
- انتوني رالستون على موقع Soccerway.com (الإنجليزية)
- انتوني رالستون على موقع AS.com (الإسبانية)